# Museu Pablo Gargallo

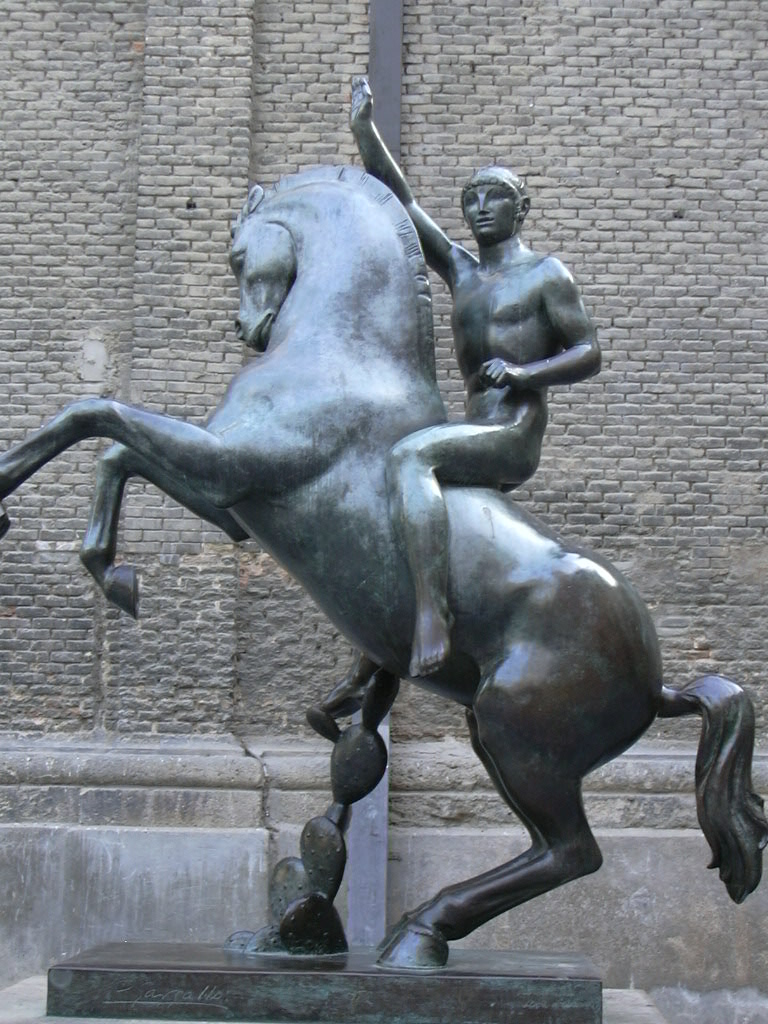
Estàtua eqüestre a l'entrada del museu

El Museu Pablo Gargallo és un museu dedicat de forma monogràfica a l'obra de l'escultor Pablo Gargallo (1881-1934). Està situat a la Plaza San Felipe, 3 de Saragossa, en l'antiga Casa de Francisco Sanz de Cortés, el Palau dels Comtes d'Arguillo, un edifici del segle xvii. És propietat de l'Ajuntament de Saragossa.

## Història
El museu té el seu origen el 1982, tot i que va obrir les portes el 1985, gràcies a un acord entre l'Ajuntament de Saragossa i Pierrette Anguera, filla i hereva de l'obra de l'autor.

## L'edifici
El palau té un pati central obert i una primera planta amb galeria interior i diverses sales on es desenvolupa la part més important de l'exposició permanent.
Entre febrer de 2007 i octubre de 2009, el museu va estar tancat degut a unes importants obres de remodelació. Amb elles, es va ampliar l'espai útil d'exposició en un 40%, a l'afegir un nou edifici al museu. L'obra va estar encarregada a l'arquitecte Ángel Peropadre i el projecte museogràfic el va dur a terme l'empresa Jesús Moreno & Asociados, Espacio y Comunicación. S'esperava finalitzar les obres al juny de 2008 just abans de la inauguració de la Expo 2008, però no es va poder inaugurar fins al 21 d'octubre de 2009.

## Col·lecció
El museu alberga 190 obres de l'escultor, comprenent dibuixos, cartrons i escultures a més de nombrosa documentació. Entre les peces exhibides cal destacar el Gran Profeta situat al pati interior o els dos grups eqüestres realitzats per a l'Estadi Olímpic de Barcelona el 1929 conegudes com a Salutació Olímpica que reben al visitant des de la Plaza San Felipe. També disposa de tres sales d'exposicions temporals.

## Exposicions temporals rellevants
- 2009- La estética de Anglada Camarasa
- 2010- En síntesis[4]